# Scopula reducta
Scopula reducta är en fjärilsart som beskrevs av Rothschild 1920. Scopula reducta ingår i släktet Scopula och familjen mätare. Inga underarter finns listade.